# Стивън Вселенски: Филмът
„Стивън Вселенски: Филмът“ (на английски: Steven Universe: The Movie) е американски анимационен музикален телевизионен филм от 2019 г., който е базиран на анимационния сериал „Стивън Вселенски“, създаден от Ребека Шугър. Филмът е режисиран от Шугър, заедно със ко-режисьорите Джо Джонстън и Кат Морис, и озвучаващия състав се състои от Зак Калисън, Естел, Микейла Дийц, Диди Магно Хал и Сара Стайлс, заедно със ансамбъловия състав, които повтарят ролите си от телевизионния сериал. Премиерата на филма е излъчена на 2 септември 2019 г. по „Картун Нетуърк“.
Филмът се развива между оригиналния сериал „Стивън Вселенски“ и неговото продължение – „Стивън Вселенски: Бъдещето“.

## Актьорски състав
- Зак Калисън – Стивън Вселенски
- Сара Стайлс – Шпинел
- Естел – Гранат
- Микейла Дийц – Аметист
- Диди Магно Хал – Перла
- Ерика Лътрел – Сапфир
- Шарлийн Ий – Рубин
- Узо Адуба – Бисмут
- Дженифър Паз – Лапис Лазули
- Шелби Рабара – Перидот
- Грейс Ролек – Кони Махешаран, приятелка на Стивън
- Том Шарплинг – Грег Вселенски, бащата на Стивън
- Кристин Еберсол – Белия диамант
- Пати ЛюПоун – Жълт диамант
- Лиса Ханиган – Син диамант
- Матю Мой – Ларс Барига, приятел на Стивън
- Кейт Микучи – Сейди Милър, приятелка на Стивън
- Тед Лео – Стег, синтезът на Стивън и Грег Вселенски
- Ейми Ман – Опал, синтезът на Перла и Аметист
- Токс Олагундой – Нанефуа Пица, кметицата на Бийч Сити

## В България
В България филмът е достъпен през 2022 г. по „Ейч Би О Макс“.

### Нахсинхронен дублаж
| Роля             | Изпълнител                                            |
| ---------------- | ----------------------------------------------------- |
| Стивън Вселенски | Кристиян Върбановски (диалог) Момчил Степанов (вокал) |
| Гранат           | Надя Полякова                                         |
| Сапфир           | Надя Полякова                                         |
| Жълт диамант     | Надя Полякова                                         |
| Аметист          | Михаела Тюлева                                        |
| Бизмут           | Михаела Тюлева                                        |
| Перла            | Татяна Етимова (диалог) Боряна Йорданова (вокал)      |
| Грег Вселенски   | Мартин Герасков                                       |
| Кони Махешаран   | Надежда Панайотова                                    |
| Рубин            | Надежда Панайотова                                    |
| Перидот          | Надежда Панайотова                                    |
| Син диамант      | Надежда Панайотова                                    |
| Шпинел           | Радослава Стоянова                                    |
| Стег             | Атанас Сребрев                                        |
| Жълта перла      | Татяна Етимова                                        |
| Бял диамант      | Варвара Панкова                                       |

| Обработка              | Александра Аудио |
| ---------------------- | ---------------- |
| Изпълнителен продуцент | Васил Новаков    |
| Режисьор на дублажа    | Анатолий Божинов |

- Записите на българския дублаж са осъществени през ноември 2019 г. в студио „Александра Аудио“.[3]
- Момчил Степанов е записал песните на Стивън Вселенски във филма, докато 16-годишния Върбановски озвучава диалога. По-късно пее песните на героя в „Стивън Вселенски: Бъдещето“.